# Sóng hạ âm
Sóng hạ âm là sóng âm có tần số thấp hơn 20 Hz, ngưỡng nghe thấy bình thường của người. Khả năng nghe trở nên kém đi khi tần số giảm, vì vậy nên để con người tiếp nhận được hạ âm, áp suất âm thanh cần phải đủ cao. Tai là bộ phận chính có thể cảm nhận sóng hạ âm nhưng ở cường độ cao, những phần khác của cơ thể cũng có thể cảm nhận được sự rung động hạ âm.

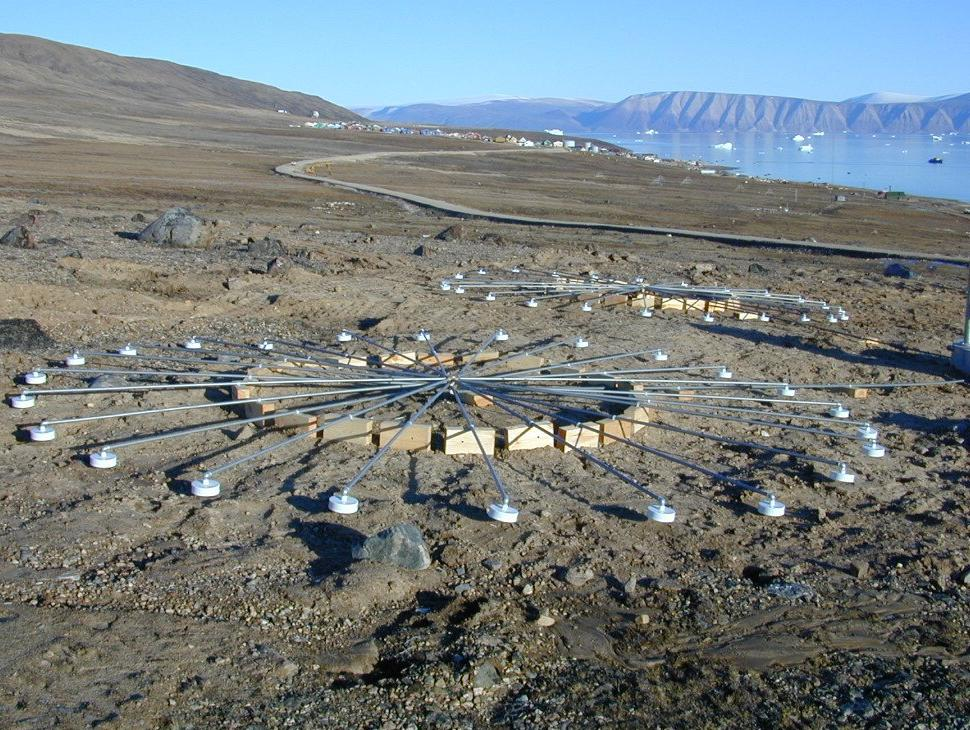
Trạm giám sát sóng hạ âm của Ủy ban trù bị CTBTO đặt ở Qaanaaq, Greenland.

Các nhà nghiên cứu tìm hiểu về âm thanh có tần số từ 20 Hz xuống đến 0.1 Hz và đôi khi đến 0.001 Hz. Sóng ở dải tần số này được sử dụng để dự báo động đất, khảo sát các tầng đất đá và khả năng chứa dầu mỏ dưới lòng đất. Trong y học thì nhịp tim thường vào cỡ 0,8 đến 2 Hz, và có thể coi phép chụp tim mạch hay "tâm thân động ký" (Ballistocardiography) là ứng dụng hạ âm trong y tế.
Sóng hạ âm có đặc trưng là khả năng di chuyển qua khoảng cách xa và vượt qua các vật cản mà ít bị hấp thụ. Trong âm nhạc, hạ âm có thể được tạo ra bằng ống dẫn sống âm.

## Lịch sử
Sóng hạ âm được phe Đồng Minh trong Chiến tranh thế giới thứ nhất để định vị đại bác. Một trong những người đi đầu trong việc nghiên cứu sóng hạ âm là nhà khoa học người Pháp Vladimir Gavreau. Ông bắt đầu chú ý đến sóng hạ âm trong phòng thí nghiệm vào những năm 1960, khi ông và trợ lý thấy các dụng cụ rung động và màng nhĩ đau nhưng không có âm thanh nào được nghe thấy. Ông kết luận có hạ âm được tạo bởi quạt và hệ thống ống dẫn, Một thí nghiệm của ông là cái còi hạ âm.

## Định nghĩa
Hạ âm được Viện Tiêu chuẩn Quốc gia Hoa Kỳ định nghĩa là âm thanh có tần số thấp hơn 20 Hz.

## Nguồn phát

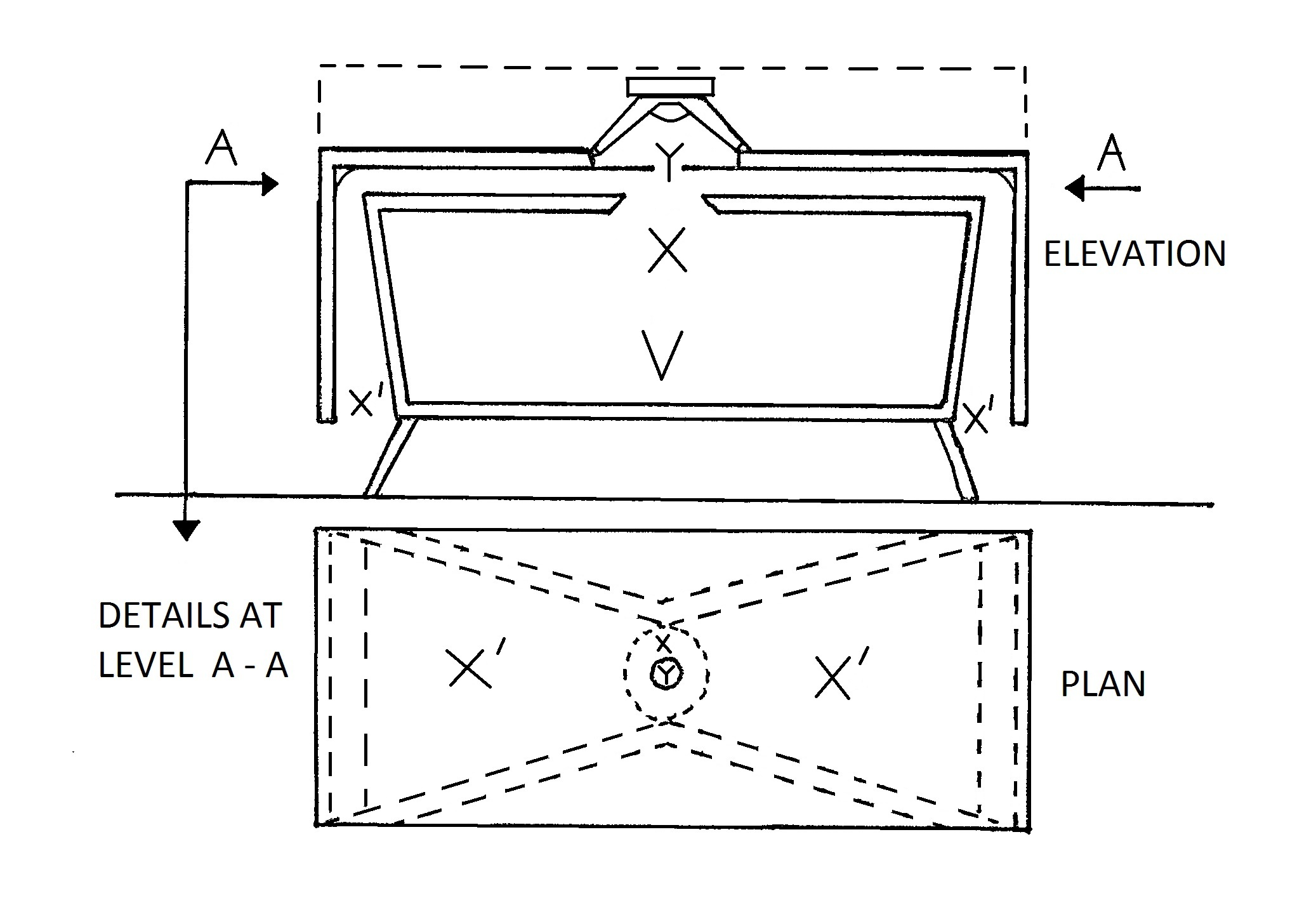
Bằng sáng chế một thiết kế thùng loa cộng hưởng tần số thấp để tạo ra tần số hạ âm từ 5 đến 25 Hz mà những thiết kế loa siêu trầm bình thường không hoàn toàn đủ khả năng.